# Parasyrphus thompsoni
Parasyrphus thompsoni är en tvåvingeart som beskrevs av Ghorpade 1994. Parasyrphus thompsoni ingår i släktet buskblomflugor, och familjen blomflugor. Inga underarter finns listade i Catalogue of Life.